# Campionat Sud-americà de futbol de 1959 (Equador)
El Campionat sud-americà de futbol de 1959 celebrada a Equador fou una edició extra del Campionat Sud-americà per aquell any.
El torneig el disputaren cinc equips; Bolívia, Xile, Colòmbia, i Perú no hi prengueren part; Brasil hi participà amb un equip de Pernambuco. Uruguai es proclamà campió.

## Estadis
| Guayaquil         |
| ----------------- |
| Estadio Modelo    |
| Capacitat: 42.000 |
|                   |

## Ronda final
| Equip     | PJ | PG | PE | PP | GF | GC | DG  | Pts |
| --------- | -- | -- | -- | -- | -- | -- | --- | --- |
| Uruguai   | 4  | 3  | 1  | 0  | 13 | 1  | +12 | 7   |
| Argentina | 4  | 2  | 1  | 1  | 9  | 9  | 0   | 5   |
| Brasil    | 4  | 2  | 0  | 2  | 7  | 10 | −3  | 4   |
| Equador   | 4  | 1  | 1  | 2  | 5  | 9  | −4  | 3   |
| Paraguai  | 4  | 0  | 1  | 3  | 6  | 11 | −5  | 1   |

| Brasil                           | 3–2 | Paraguai                 |
| -------------------------------- | --- | ------------------------ |
| Paulo 25', 39' · Zé de Mello 55' |     | Parodi 72' · Benítez 90' |

| Uruguai                                                     | 4–0 | Equador |
| ----------------------------------------------------------- | --- | ------- |
| Silveira 1' (pen.) · Escalada 28' · Bergara 46' · Pérez 52' |     |         |

| Argentina                                    | 4–2 | Paraguai                 |
| -------------------------------------------- | --- | ------------------------ |
| Sanfilippo 8', 57', 89' (pen.) · Pizzuti 81' |     | Insfrán 30' · Cabral 90' |

| Uruguai                                | 3–0 | Brasil |
| -------------------------------------- | --- | ------ |
| Escalada 49' · Bergara 67' · Sasía 75' |     |        |

| Equador   | 1–1 | Argentina |
| --------- | --- | --------- |
| Raffo 20' |     | Sosa 62'  |

| Uruguai                                                       | 5–0 | Argentina |
| ------------------------------------------------------------- | --- | --------- |
| Silveira 9' (pen.), 55' (pen.) · Bergara 15', 64' · Sasía 25' |     |           |

| Brasil                                    | 3–1 | Equador   |
| ----------------------------------------- | --- | --------- |
| Paulo 23' · Geraldo 42' · Zé de Mello 45' |     | Raffo 12' |

| Argentina                            | 4–1 | Brasil      |
| ------------------------------------ | --- | ----------- |
| García 2' · Sanfilippo 27', 89', 90' |     | Geraldo 64' |

| Paraguai   | 1–1 | Uruguai   |
| ---------- | --- | --------- |
| Parodi 32' |     | Sasía 88' |

| Equador                                 | 3–1 | Paraguai        |
| --------------------------------------- | --- | --------------- |
| Spencer 16' · Balseca 25' · Cañarte 74' |     | Gómez 5' (p.p.) |

## Resultat
| Campionat Sud-americà 1959 |
| -------------------------- |
|                            |
| Uruguai Desè títol         |

## Golejadors
6 gols
- José Sanfilippo

4 gols
- Mario Ludovico Bergara

3 gols
- Paulo Pisaneschi
- Alcides Silveira
- José Sasía

2 gols
- Geraldo José da Silva
- Zé de Mello
- Carlos Alberto Raffo
- José Parodi
- Guillermo Escalada

1 gol
- Juan José Pizzuti
- Omar Higinio García
- Rubén Héctor Sosa
- Alberto Pedro Spencer
- Climaco Cañarte
- José Vicente Balseca
- Eligio Antonio Insfrán
- Genaro Benítez
- Pedro Antonio Cabral
- Domingo Pérez

Pròpia porta
- Rómulo Gómez (per Paraguai)